# Льенкхыонг
Международный аэропорт Льенкхыонг (вьет. Sân bay Quốc tế Liên Khương, ИАТА: DLI, ИКАО: VVDL) — гражданский аэропорт, расположенный в 30 километрах к югу от города Далат (Вьетнам). Является крупнейшим коммерческим аэропортом провинции Ламдонг в Центральном нагорье Вьетнама.
В декабре 2009 года в Международном аэропорту Льенкхыонг завершены работы по масштабной реконструкции и модернизации аэропортового комплекса, проводившиеся главным образом для возможности приёма больших воздушных судов.

## История
История аэропорта восходит к 1933 году, когда на территории будущей современной воздушной гавани французскими колонизаторами была развёрнута взлётно-посадочная полоса длиной в 700 метров на грунтовом основании. С 1956 до 1960 года подразделения Военно-воздушных сил США провели реконструкцию старых объектов аэропорта и ввели в эксплуатацию здание пассажирского терминала аэропорта Льенкхыонг с пропускной способностью 50 000 человек в год при возможной пиковой нагрузке в 120 пассажиров в час.
В период с 1964 по 1972 годы в аэропорту выполнялись работы по модернизации основных объектов инфраструктуры — взлётно-посадочной полосы, перрона, подъездных дорог, а также главного полотна ВПП, покрытием которого стал заглубленный на 8-10 см специальный армоасфальт. В результате проведённой реконструкции Аэропорт Льенкхыонг получил в эксплуатацию взлётно-посадочную полосу размерами 1480х37 метров с асфальтовым покрытием, перрон площадью 21 100 метров и современную подъездную дорогу к зданию аэровокзала длиной в 2,1 километра. После объединения Вьетнама, с 30 апреля 1975 до 1980 года Аэропорт Льенкхыонг перешёл под контроль Вьетнамской народной армии и использовался главным образом для обеспечения перевозок чиновников и других высокопоставленных лиц страны.
С 1981 по 1985 годы осуществлялись регулярные пассажирские перевозки из Льенкхыонга в Хошимин, однако затем рейсы были прекращены по причине слабой загрузки самолётов на данном направлении и возобновлены лишь в 1992 году.
С октября 2004 года наблюдается непрерывный рост пассажирского потока из Льенкхыонга в ханойский Международный аэропорт Нойбай, регулярные рейсы на данном маршруте выполняются на самолётах Fokker 70. По состоянию на декабрь 2009 года кроме чартерных рейсов осуществляются регулярные пассажирские перевозки в Хошимин (два рейса в день) и Ханой (один рейс в день).

## Операционная деятельность
26 декабря 2009 года в аэропорту введёно в действие новое здание пассажирского терминала площадью 12 400 квадратных метров. С 2010 года двухэтажный терминал имеет всю инфраструктуру, необходимую для обслуживания рейсов международных направлений.
Максимальная пропускная способность пассажирского терминала Льенкхыонг составляет от полутора до двух миллионов человек в год.

### Авиакомпании и пункты назначения

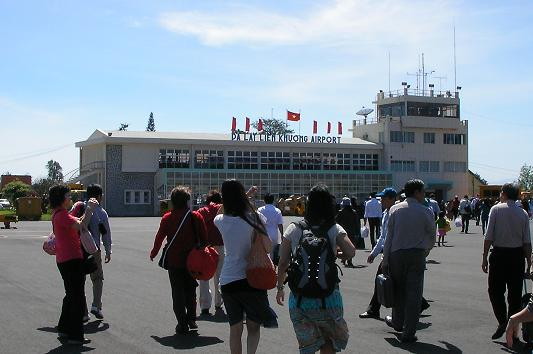
Прежнее здание пассажирского терминала Международного аэропорта Льенкхыонг

### Планируемые международные рейсы
В ближайшие несколько лет из Льенкхыонга планируется открыть регулярные маршруты пассажирских перевозок в Сингапур, Южную Корею, Лаос и Камбоджу.

## Наземный транспорт
До Далата из аэропорта можно доехать на маршрутном транспорте и на такси.

## Авиапроисшествия и несчастные случаи
- 29 декабря 1973 года. Выполнявший чартерный пассажирский рейс Douglas C-53D авиакомпании Air America, при посадке в аэропорту Льенкхыонг выкатился за пределы взлётно-посадочной полосы. Из девяти человек на борту никто не пострадал. Самолёт получил серьёзные повреждения и в дальнейшем не восстанавливался[4].